# Николас Хојдонкс
Николас Хојдонкс (29. децембра 1900 — 4. фебруара 1985) био је белгијски фудбалер који је играо на позицији одбрамбеног играча.
У каријери је играо за клубове Берчем, Хаселт и Тилеур. За фудбалску репрезентацију Белгије је играо на 36 међународних мечева од 1928. до 1933. године, а учествовао је и на Светском првенству 1930. у Уругвају.